# John Höxter
Pour les articles homonymes, voir Höxter.
John Höxter, né le 2 janvier 1884 à Hanovre (Empire allemand) et mort le 15 novembre 1938 à Berlin (Allemagne), est un peintre et écrivain allemand appartenant à l'expressionnisme et au dadaïsme.

## Galerie de peintures

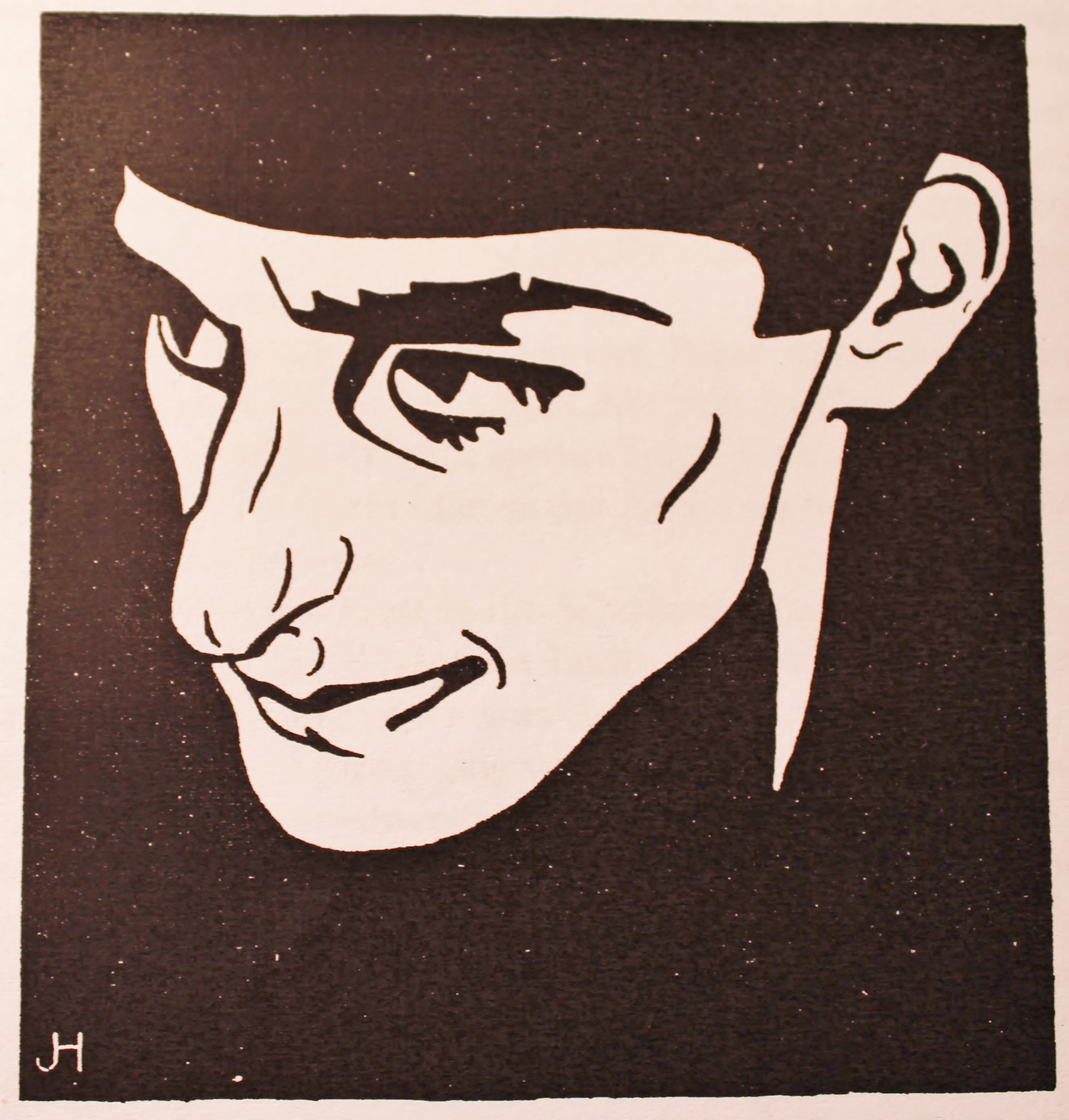
Ferdinand Hardekopf, par John Höxter, dans Schall und Rauch, sept. 1920.